# زنگ آخر
زنگ آخر مجموعه تلویزیونی به تهیه‌کنندگی پروین شمشکی سال ۱۳۸۱ ساخته شده و داستان آن در دبیرستانی پسرانه رخ می‌دهد. مدیر مدرسه ای پس از تحویل گرفتن دبیرستان، قول می‌دهد تا پایان سال، آن محل را تبدیل به دبیرستانی نمونه کند و در این مسیر، رویدادها و ماجراهای مختلفی رخ می‌دهد.

## خلاصه داستان
سیامک انصاری نقش مدیر مدرسه را ایفا می‌کند. رامین ناصرنصیر نیز در نقش «نقره» آبدارچی مدرسه حضور دارد و در فلاش بک‌های داستان نیز می‌بینیم که پدران این دو، همین مشاغل را در همین دبیرستان به عهده داشتند. دبیرستان دو ناظم نیز دارد که اولی - با بازی نادر سلیمانی - مردی مهربان و دومی - با بازی ارژنگ امیرفضلی - فردی عصبی و بداخلاق است.

## بازیگران
در سریال «زنگ آخر» بازیگران زیادی از جمله جواد رضویان، ارژنگ امیرفضلی، نادر سلیمانی، امیر نوری، بیژن بنفشه‌خواه، محمد خلخالیان، رامین ناصرنصیر و … ایفای نقش کرده‌اند.

## سایر عوامل
این سریال عبارتند از: نویسنده: رضا عرفانی، کارگردان تلویزیونی: سیدوحید حسینی، تصویر برادران: فریدون مسروری، امیر تهرانچی و کاظم شهبازی، صدابرداران: ناصر انتظاری و بهروز معاونیان، نورپرداز: مهرتاش ثقفی، طراح صحنه محمد حمزه، طراح لباس: پروانه قاسمیان، طراح گریم: نریمان محتشم، آهنگساز: آریا عظیمی‌نژاد، تدوین: منصور بنی‌هاشمی و سیدوحید حسینی، مدیر تولید: حسن‌علی نقی‌حسینی.